# Verstanclahorn
Verstanclahorn – szczyt w paśmie Silvretta, w Alpach Retyckich. Leży w Szwajcarii, w kantonie Gryzonia.